# Diklormetan
Diklormetan (di-2 + klor + metan, metilen-klorid, CH2Cl2, Freon 30, R-30, DCM, UN 1593, MDC) je tekućina niska vrelišta (40 °C).

## Osobine
Otapa masti i ulja, smole, kaučuk i mnoge sintetske polimere. Praktički nije upaljiv, u dodiru s plamenom nastaje otrovni fozgen.

## Dobivanje
I metilenklorid i kloroform dobivaju se kloriranjem metilklorida, dobivenog od metilalkohola, te kloriranjem metana.

## Uporaba
Upotrebljava se kao otapalo (zamijenio je kloroform), propelent za aerosole i sredstvo za ekstrakciju i za prijenos topline u klimatizacijskim uređajima (rashladno sredtvo). Diklormetan se rabio kao anestetik, u većim količinama može djelovati narkotički.